# David Nelson (Botaniker)
David Nelson (* um 1740; † 18./20. Juli 1789 in Kupang, Timor) war ein Botaniker. Sein offizielles botanisches Autorenkürzel lautet „Nelson“.

## Leben und Wirken
David Nelson stammte aus einer armen Familie, weder der Ort noch das Datum seiner Geburt sind überliefert. Es gibt auch kein zeitgenössisches Portrait von ihm.
Erste Nachrichten über sein Leben stammen aus dem Jahr 1776. James Cook plante seine dritte Weltumseglung und fragte seinen alten Reisegefährten, den berühmten Botaniker Joseph Banks nach einer Empfehlung. Banks beauftragte den Gärtner James Lee (1715–1795), nach geeigneten Personen Ausschau zu halten, und Lee empfahl Nelson für den Job. In seinem Empfehlungsschreiben beschreibt er Nelson als Person mit nur gewissen Kenntnissen in Botanik, er sei charakterlich aber gut geeignet für eine solche Reise. Nelson wurde akzeptiert und in der verbleibenden Zeit bis zur Reise an den Royal Botanic Gardens (Kew) eingestellt. Auf der Reise war er Mannschaftsmitglied auf der HMS Discovery, dem zweiten Schiff der Expedition. Neben dem schottischen Arzt und Botaniker William Anderson (1750–1778), der an Bord der HMS Resolution mitreiste, war er der zweite Naturforscher auf der Reise.
Nelson machte die gesamte Reise mit, die sie von Plymouth in England über Kapstadt in Südafrika, die Kerguelen, Tasmanien, Neuseeland, Tonga, Tahiti, Moorea, Huahine, Bora Bora, Kiritimati, Kauaʻi (Hawaii), Nootka Island vor der Küste des heutigen Kanada, Unalaska Island in den Aleuten, entlang der Festlandsküste und einen Abstecher ins Polarmeer, wo ihnen Treibeis den Weg versperrte, zurück nach Hawaii führte, wo der Expeditionsleiter Kapitän Cook bei einem Streit mit den Bewohnern der Insel in der Kealakekua Bay ums Leben kam. Die Expedition setzte ohne ihn unter Kapitän Charles Clerke die Reise fort, um erneut ins Nordpolarmeer vorzustoßen, wo Clerke vor der Halbinsel Kamtschatka ebenfalls ums Leben kam. Unter Kapitän John Gore führte die Reise über die japanische Küste südwärts nach Macao in China, ehe sie über Kapstadt zurück nach England segelten. Die Reise dauerte 4 Jahre, 3 Monate und 2 Tage.
Nach der Weltreise arbeitete Nelson für sieben Jahre als Gärtner in Kew Gardens. Danach wurde er als Botaniker erneut für eine Seereise engagiert, diesmal an Bord der Bounty, unter dem Kommando von Kapitän Bligh, vorher einem weiteren Teilnehmer von Cooks dritter Weltumseglung, die am 23. Dezember 1787 von England nach Tahiti segelte, um dort 1788 lebende Brotfruchtbäume zu laden. Nelsons Aufgabe war die Pflege dieser Bäume. An Bord befanden sich 800 Töpfe, die mit 1005 Brotfruchtbäumen, daneben einer Reihe weiterer Zier- und Nutzpflanzen bepflanzt wurden.
Er gehörte zu den 18 Personen, die während der Meuterei auf der Bounty am 4. April 1789 in einer Barkasse ausgesetzt wurden, nachdem sie sich gegenüber Kapitän Bligh als loyal erwiesen hatten. Er überlebte die strapaziöse Reise, bei der Bligh sein Boot nach Kupang auf der Insel Timor lenkte, eine Reise über 3 Monate und 6.700 Kilometer. Blighs Leute, darunter Nelson, wurden von den portugiesischen Kolonialherren der Insel freundlich aufgenommen und mit Kleidung und Nahrungsmitteln versorgt. Schon nach wenigen Tagen brach Nelson, noch entkräftet von der strapaziösen Fahrt, zu einem Ausflug in die Berge der Insel auf. Dort erkrankte er an einem Fieber und starb. Er wurde vor Ort beigesetzt.

## Wissenschaftliche Bedeutung
Bei der Landung in der Kealakekua Bay auf Hawaii, die letztlich nach einem kurzen Zwischenaufenthalt auf See und der Rückkehr zum selben Ort zum Tod des Kapitäns Cook führte, war Nelson Teilnehmer einer kleinen Expedition ins Landesinnere. Initiator war der Kanonier John Leyard, ein Amerikaner, den es nach England verschlagen hatte. Dies war zur damaligen Zeit höchst ungewöhnlich, es wird angenommen, dass ein anderer Offizier als Cook solche Initiative eines bloßen Korporals als Insubordination ausgelegt und mit Auspeitschen bestraft hätte. Teilnehmer waren neben Leyard und Nelson fünf weiter Seeleute (Unteroffiziere und Mannschaft) und vier Hawaiianer, die als Helfer und Träger angeheuert wurden. Ziel waren die schneebedeckten Höhen des Mauna Loa (4.169 m). Die Expedition schlug sich auf kleinen Pfaden bergauf, kehrte aber nach wenigen Tagen zurück, weil sie den dichten Regenwald an den Berghängen nicht durchdringen konnte. Heute wird angenommen, dass sie bereits bei weniger als einem Drittel der Höhe aufgaben.
Bei dem Ausflug war Nelson sehr aktiv beim Botanisieren, er wurde wohl von weiteren Seeleuten beim Sammeln unterstützt. Die Ausbeute seiner Sammlungen gelangte nach England, wo sie Joseph Banks in Empfang nahm. Teile wurden durch die Botaniker Daniel Solander und Robert Brown bearbeitet. Da es die erste wissenschaftliche Expedition nach Hawaii gewesen war, war nahezu jedes gesammelte Exemplar neu für die Wissenschaft. Durch den frühen Tod sowohl von Solander wie von Brown blieben die meisten der Funde aber zunächst unpubliziert. Sie wurden erst nach und nach, durch Generationen von Botanikern, die am British Museum arbeiteten, aufgearbeitet. Der Wert von Nelsons Sammlung gilt als unschätzbar. Eine Reihe von Arten sind bald darauf durch die Habitatveränderungen ausgestorben und überhaupt nur durch Nelson bekannt.

## Ehrungen
1792 benannte Bligh auf einer weiteren Reise Nelson’s Hill bei Hobart in Tasmanien, Australien nach dem Botaniker. Später erhielt die Erhebung den Namen Mount Nelson. Heute befindet sich dort die Hobart University.
Robert Brown benannt ihm zu Ehren die Pflanzengattung Nelsonia der Familie der Akanthusgewächse (Acanthaceae).